# 英国公谊会差会
英国公谊会差会（英語：Friends' Foreign Mission Association, F.F.M.A.）是英国公谊会（貴格會分支）的海外传教机构。

## 歷史

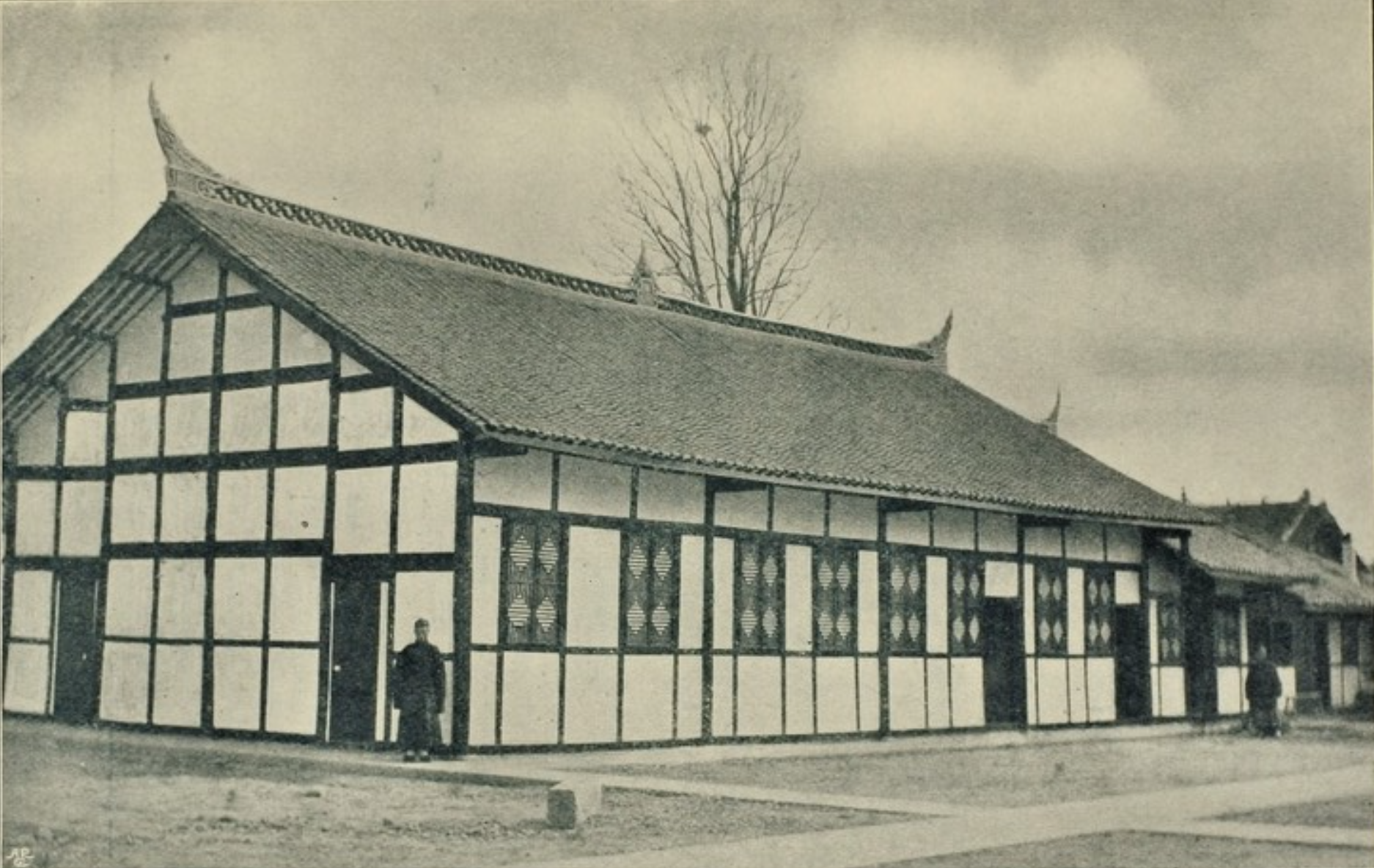
位於四川省潼川府（今三台縣）的潼川禮拜堂，1905年。

英国公谊会差会在1887年传入中国，主要在四川省工作。
1887年，英国公谊会传教士陶维新（Robert J. Davidson）夫妇来到中国，进入陕西汉中。1888年由陕西进入四川。1889年在潼川府租屋设堂，房主因此被捕。1890年，英国公谊会在被逐出东川后，来到重庆开始传教工作。1892年，陶维新在重庆大梁子开办男校，即广益中学前身。7年内开始第二个传教站。1900年以后又开辟3个传教站。1908年，公谊会在成都青龙街开设广益小学。同年，公谊会与加拿大衛理公會差會英美会、美以美会的海外宣教差會、美国浸礼会的的美北浸禮會海外宣教差會在成都合办华西协合中学，由陶维新牧师负责。1910年成立華西協合大學。英国圣公会差會英行教會於1918年加盟成為華西大學正式成員。
1917年，英国公谊会在四川省有5个总堂：三台、重庆、射洪、成都、遂宁。支堂32个，西教士31人，华传道132人，受餐信徒386人。
1919年，英国公谊会在四川省有32名西教士，受餐信徒429人。
1934年，英国公谊会在四川省有6个总堂：三台、重庆、射洪、成都、遂宁、铜梁。支堂11个，西教士18人，华传道6人。开办有重庆南岸文峰塔广益中学、三台仁慈医院、遂宁博济医院，并其他教派开办成都华西协合大学及附属中学。干事驻遂宁。